# 세컨즈 (영화)

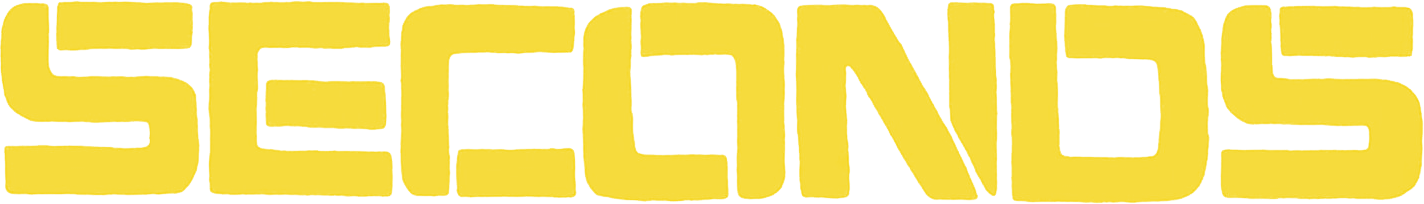

세컨즈(Seconds)는 존 프랭컨하이머 감독의 미국의 1966년 심리적 공포 SF 영화이다. 록 허드슨, 살롬 젠스, 존 랜돌프, 윌 기어가 주연으로 출연하였다.
1965년에 미국 캘리포니아주 말리부와 뉴욕에서 촬영되었으며 1966 칸 영화제에 출품되었으며 파라마운트 픽처스에 의해 개봉되었다.

## 같이 보기
- 마인드 업로딩